# Lagonosticta virata
Lagonosticta virata là một loài chim trong họ Estrildidae.